# گورو (مورتال کامبت)
گورو یا شاهزاده گورو (انگلیسی: Goro) یک شخصیت خیالی از مجموعه بازی مبارزه‌ای مورتال کامبت می‌باشد. او اولین بار در مورتال کامبت اصلی به عنوان شخصیتی غیرقابل بازی ظاهر می‌شود و بازیکن را قبل از مبارزه نهایی با شنگ سونگ به چالش می‌کشد. گورو عضوی از نژاد چهار نفره نیمه انسان و نیمه اژدها است که شوکان نام دارد. در بازی اصلی، او قبل از اینکه از لیو کنگ شکست بخورد، ۵۰۰ سال قهرمان تورنمنت مورتال کمبت بوده‌است. برخلاف اکثر شخصیت‌های بازی که نمایشی دیجیتالی از بازیگران زنده بودند، گورو یک مجسمه سفالی بود که از طریق استاپ موشن متحرک می‌شد.